# Along
Along è una suddivisione dell'India, classificata come census town, capoluogo del distretto del Siang Occidentale, nello stato federato dell'Arunachal Pradesh. In base al numero di abitanti la città rientra nella classe IV (da 10.000 a 19.999 persone).

## Geografia fisica
La città è situata a 28° 10' 0 N e 94° 46' 0 E e ha un'altitudine di 618 m s.l.m..

## Società

### Evoluzione demografica
Al censimento del 2011 la popolazione di Along assommava a 20 604 persone, delle quali 11 202 maschi e 9 482 femmine. I bambini di età inferiore o uguale ai sei anni assommavano a 2.381.